# Аэропорт Эния

Аэропорт Эния (ИАТА: AIU, ИКАО: NCAT) — аэропорт на Атиу на Островах Кука. Это второй аэропорт, построенный на острове, и он был построен в 1978 году.